# Karl Thomann
Karl Thomann (* 5. Juni 1900 in Aussig; † 19. Juli 1950 in Mannheim) war ein Violinist und Pädagoge. Er war u. a. erster Konzertmeister der Musikalischen Kapelle Dresden.

## Leben
Karl Thomann wurde 1900 als Sohn eines Musiklehrers in Nordböhmen geboren. Von seinem Vater erhielt er seinen ersten Violinunterricht. Er studierte am Prager Konservatorium und an der Akademie für Musik und darstellende Kunst in Wien (bei Otakar Ševčík). Weiteren Unterricht erhielt er bei Arnold Rosé.
Thomann unterrichtete in verschiedenen Adelshäusern: den Fürsten Fürstenberg und Schwarzenberg sowie dem Grafen Waldstein. Er war erster Konzertmeister der Orchester in Chemnitz, Wiesbaden und Düsseldorf. Von 1921 bis 1925 war er als freier Künstler in München tätig. Rufe nach Aachen, Bremen und Stuttgart (Nachfolge von Karl Wendling) lehnte er ab. 1925/26 wurde er als Nachfolger von Max Strub erster Konzertmeister der Musikalischen Kapelle Dresden (Semperoper) unter Fritz Busch. Sein Nachfolger wurde der niederländische Violinist Francis Koene. Danach zog Thomann erneut nach München, wo er als Interpret und Pädagoge wirkte. 1929 verschlug es ihn nach Berlin. 1934 und 1939 wurde er unter Richard Strauss in das Bayreuther Festspielorchester berufen. 1937 holte ihn Generalmusikdirektor Karl Elmendorff als Konzertmeister an das Nationaltheater Mannheim.
Als Solist spielte er unter namhaften Dirigenten wie Arthur Nikisch und Carl Schuricht. Er konzertierte u. a. bei den Festwochen in Wiesbaden und beim Rheinischen Musikfest. Kammermusikalisch arbeitete er mit Wolfgang Ruoff und Georg Schumann zusammen.
Im Juni 1950 erhielt er einen Ruf als Professor an die Dresdner Musikhochschule, den er aber wegen einer tödlichen Krankheit nicht mehr annehmen konnte.